# اولوف اولسون (بازیکن فوتبال)
اولوف اولسون (سوئدی: Olof Ohlsson; ۴ اکتبر ۱۸۸۸ – ۲۱ ژوئیهٔ ۱۹۶۲) بازیکن فوتبال اهل سوئد بود.